# Тропа Карпинского
Тропа Карпинского — геолого-туристический маршрут на территории города Каменска-Уральского, разработанный известным уральским краеведом Шевалёвым В. П. и описанный в книге «Музей под открытым небом», назван в честь русского геолога Карпинского А. П., посетивший в 1871 году и составивший геологическую карту окрестностей поселка Каменского завода.
Маршрут протяженностью 1,5 км вдоль левого берега реки Каменка, начинается с городской плотины на улице Карла Маркса и идёт вдоль улиц Ленина и Кирова, заканчивается на пересечении улиц Кунавина и Ленина:
- На обрыве, возле городской плотины, ниже Каменск-Уральского Преображенского мужского монастыря светло-серые и почти белые гребни известняка, на которых отпечатаны окаменелости раковин моллюсков и кораллов, свидетельствуют о существовании Уральского океана 320 миллионов лет назад.
- Ниже по течению реки темно-коричневые породы слои песчаника и углистых сланцев, относящихся к угленосной толще каменноугольной системы возрастом 335 миллионов лет.
- Ближе к повороту реки Каменки на юг ярко-желтые пятна гранит-порфира с остатками магмы (магматическая интрузия) с возрастом 300 миллионов лет.
- На крутом склоне левого берега реки Каменка со стороны улицы Кунавина разноцветные слои глины (кора выветривания) имеют серый, красный, фиолетовый и бурый цвет со слоями щебня с возрастом 140 миллионов лет.
- В верховьях лога, под современными суглинками, обнажились пески зеленоватого цвета, в которых можно наблюдать окаменелые остатки древних растений, жившие 40 миллионов лет назад.
- В устьях лога ниже моста по улице Ленина расположились скалы известняка до слияния реки Каменка с Исетью.

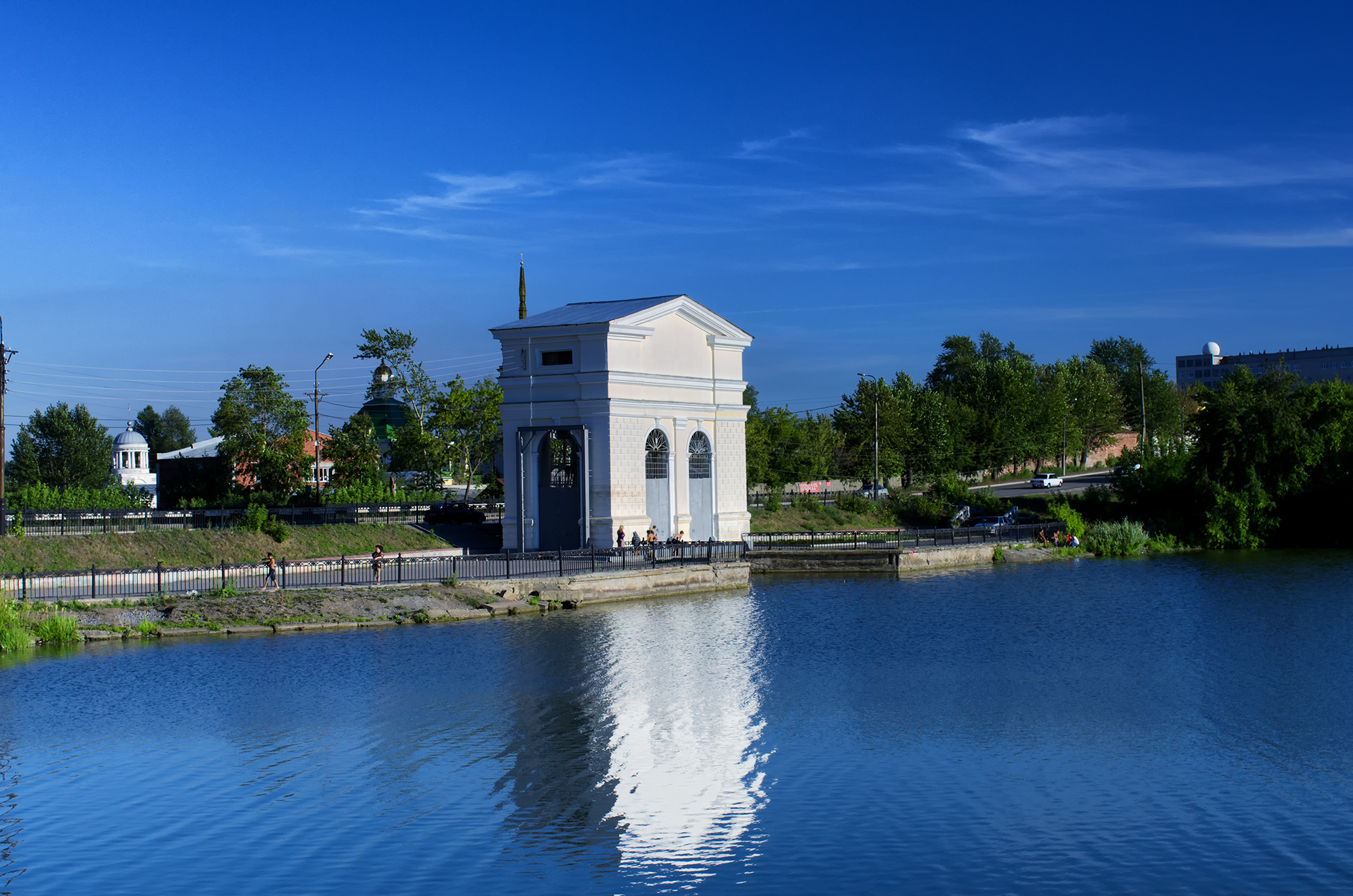
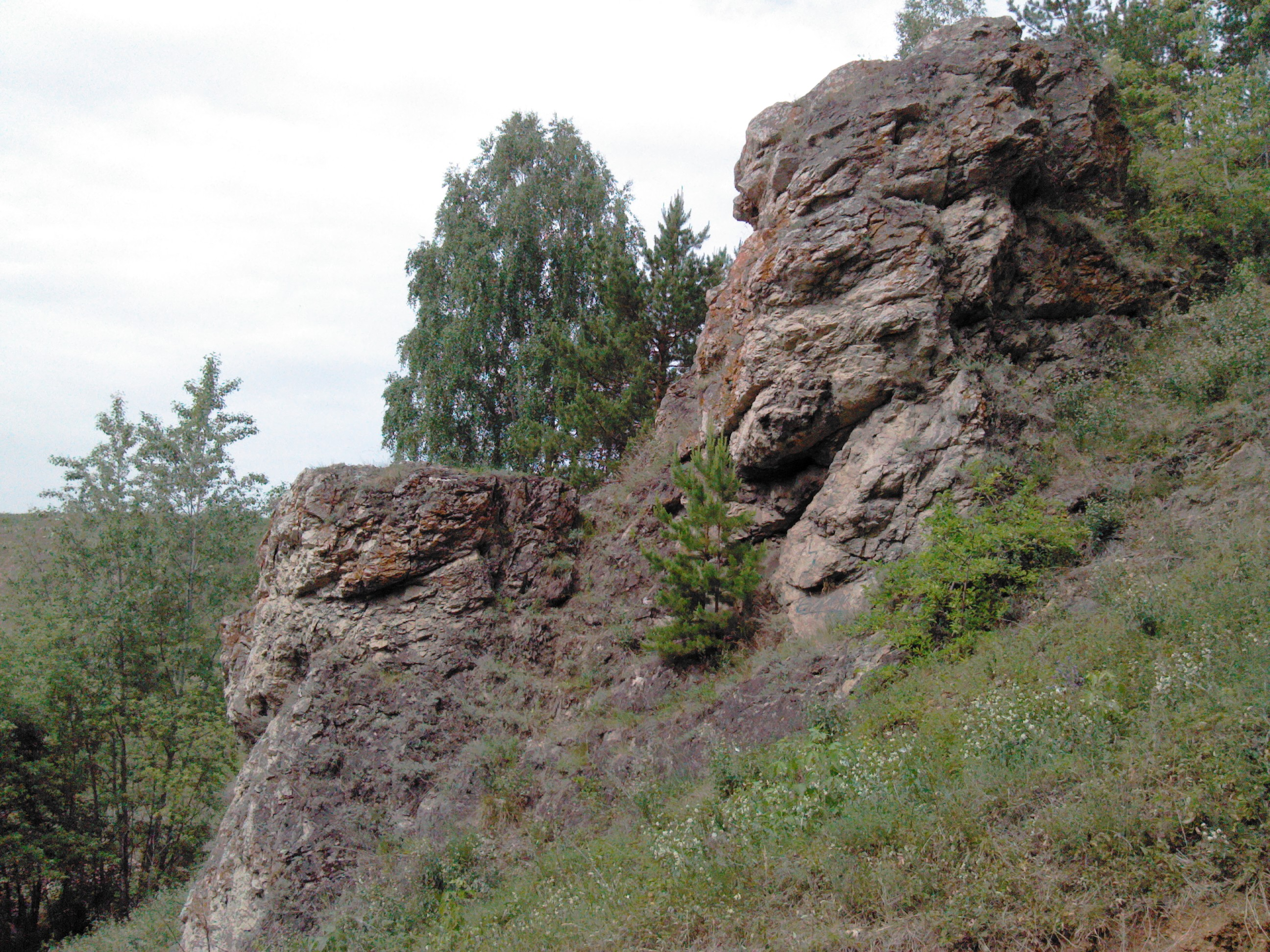
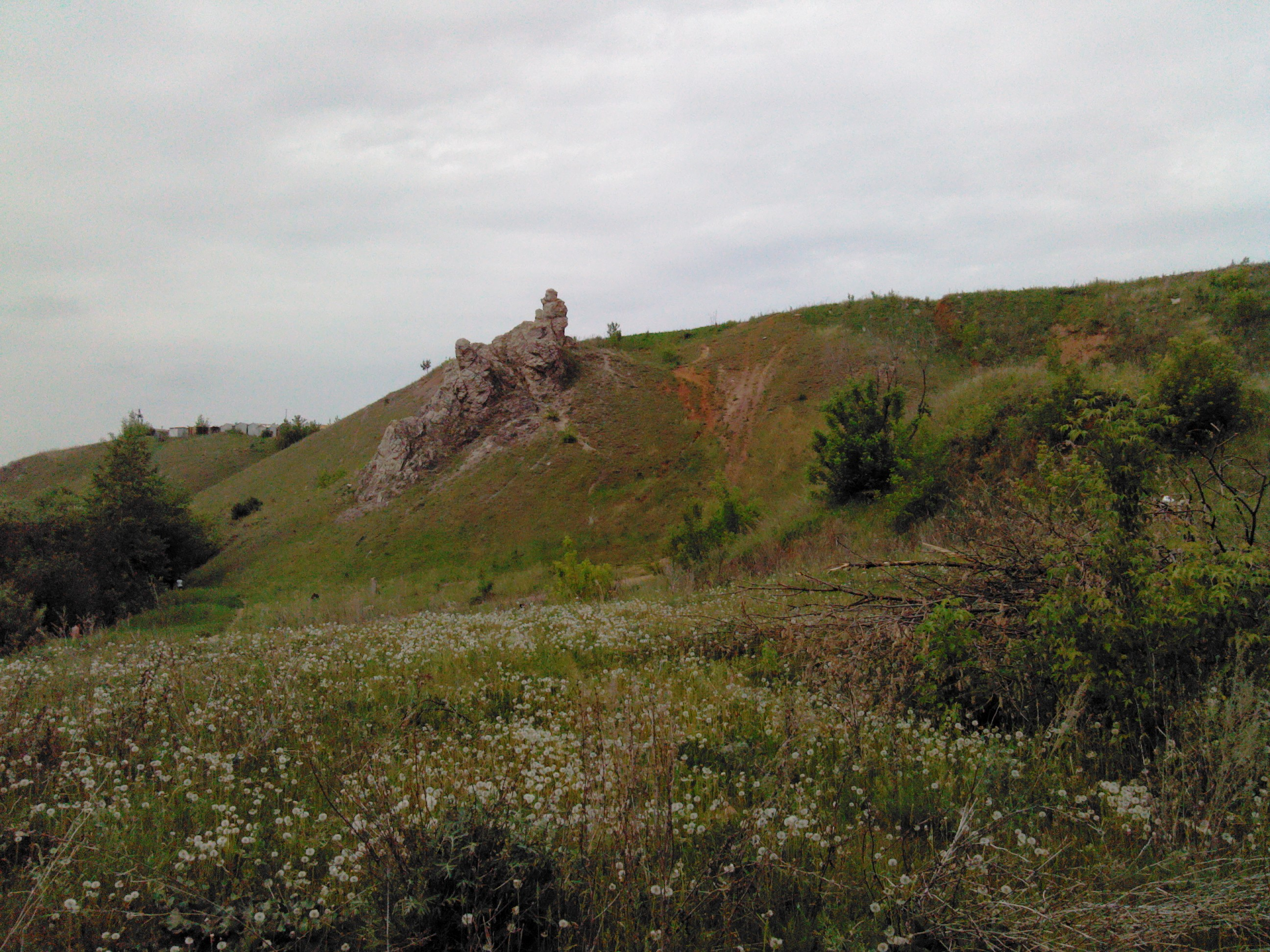